# Michael Kofman
Michael Kofman (en russe : Михаил Кофман), né en 1982 à Kiev (RSS d'Ukraine), est un analyste militaire américain, d'origine ukrainienne connu pour son expertise sur les forces armées russes. Il est directeur du programme d'études russes au CNA, membre du Center for a New American Security et, jusqu'en 2021, membre du Kennan Institute du think tank Wilson Center.

## Jeunesse et éducation
Kofman naît à Kiev, alors en RSS d'Ukraine, constitutive de l'Union soviétique (aujourd'hui Kiev, Ukraine), et vit ensuite à Nikolaev (aujourd'hui Mykolaïv) avant d'immigrer aux États-Unis en 1991,, avant l'indépendance de l'Ukraine et l'effondrement de l'Union soviétique. Il obtient un Bachelor of Arts en sciences politiques à l'université du Nord-Est et une maîtrise ès arts en sécurité internationale à la Edmund A. Walsh School of Foreign Service de l'Université de Georgetown. Kofman parle couramment le russe et l'anglais.

## Carrière
De 2005 à 2006, Kofman est chercheur à l'Institut américain pour la paix. De 2008 à 2014, il est chargé de recherche à l'Université de la Défense nationale. Il est directeur de programme et expert, conseillant le gouvernement américain et les responsables militaires sur les questions liées à la Russie et à l'Eurasie. De 2014 à 2021, il est membre du Kennan Institute du Woodrow Wilson International Center for Scholars, un groupe de réflexion américain consacré à l'étude de la Russie et d'autres États post-soviétiques,.
En 2015, Kofman rejoint le Center for Naval Analysis (en) (CNA) en tant que chercheur. Ses recherches se concentrent sur la Russie et l'ex-Union soviétique, et il se spécialise dans le travail sur les forces armées russes et la doctrine, les capacités et la stratégie militaire russes. Depuis 2022, il occupe le poste de directeur du programme de recherche du programme d'études russes de l'AIIC,. Il est aussi membre du Modern War Institute de l'Académie militaire de West Point de 2017 à 2018, et chercheur adjoint principal au Center for a New American Security depuis 2021.

### Invasion russe de l'Ukraine en 2022
Lors de la crise diplomatique qui précède l'invasion russe de l'Ukraine, Kofman est convaincu que la Russie envahirait l'Ukraine, qui serait rapidement vaincue. Trois jours avant l'invasion, dans le Geopolitical Monitor, Kofman et Edmonds[Qui ?] écrivent : « Le choc et la crainte de la Russie : pourquoi Moscou utiliserait une force écrasante contre l'Ukraine ». Lors de l'invasion russe de l'Ukraine en 2022, en tant qu'expert du CNA étudiant les forces armées russes, les commentaires de Kofman sont cités à plusieurs reprises,. Bien qu'avant l'invasion, Kofman ait prédit que les forces armées de la fédération de Russie captureraient Kiev dans une campagne de choc et de crainte, après que la résistance déterminée de l'Ukraine ait clairement indiqué que Kiev ne serait pas capturée rapidement, Kofman devient critique de l'efficacité de l'invasion militaire russe de l'Ukraine. Dans une interview accordée au New Yorker, Kofman déclare que l'armée russe était « profondément optimiste quant à sa capacité à entrer rapidement dans la capitale et à forcer Zelensky à fuir ou à se rendre. Ainsi, l'opération initiale est une débâcle complète. Elle était entièrement basée sur des hypothèses politiques à Moscou selon lesquelles fondamentalement rien n'avait changé en Ukraine depuis 2014, et qu'ils pourraient mener une version légèrement plus grande de l'opération de 2014. »,. Il assure aussi que l'armée russe n'était « pas prête pour cette guerre. En termes de main-d'œuvre, de préparation et de logistique, elle n'a pas été conçue pour soutenir des offensives terrestres stratégiques ou pour tenir de vastes étendues de terrain, en particulier dans un pays de la taille de [l'Ukraine]. ». S'exprimant lors d'un événement organisé par le Royal United Service Institute, Kofman estime même si les problèmes logistiques liés à l'offensive de l'armée russe sont « survendus », ils deviendront néanmoins « extrêmement difficiles à résoudre ». Il ajoute enfin que « les militaires doivent souvent apprendre les problèmes à la dure ».

## Vie privée
Kofman vit à Alexandria, en Virginie.